# メアリ・ドリア・ラッセル
メアリ・ドリア・ラッセル（Mary Doria Russell、1950年8月19日 - ）はアメリカ合衆国の小説家。

## 略歴
1950年ラッセルはシカゴ郊外で生まれた。両親は共に軍人であり、父親はアメリカ海兵隊訓練教官であり、母親は海軍所属の看護婦であった。グレンバード・イースト高校を卒業し、ミシガン大学で自然人類学の博士号を取得した。
現在はオハイオ州クリーブランド郊外サウスユークリッドに、夫と息子と共に住んでいる。

### 作歴
The Sparrow (1996年) とその続編Children of God (1998年) の二作は、SFの最古のコンセプトの一つ、ファースト・コンタクトとエイリアンに取り組んだ作品である。またこの作品の枠組みの中で、苦痛と邪悪に満ちた宇宙において、善良な神々の存在を肯定出来るかという試みも行っている。
第三長編A Thread of Grace (2005年) では、第二次大戦最中のイタリアのレジスタンスと、ヨーロッパ全土を席捲していたナチスの迫害から、イタリア北部に逃れたユダヤ人の苦境を元にしている。多くの国々がナチスの占領下にある中、多くのイタリア人市民が、自分たちの土地でユダヤ人難民が安全な隠れ家を求めることを認めていた。フィクション作品ではあるが、ストーリーの大部分は実際にこの時代を生き延びた者達の証言を元にしている。ラッセル自身はイタリア系であり、またユダヤ教へ改宗している。
第四長編Dreamers of the Day (2008年) は現在の中東情勢を決定した1921年のカイロ会議を中心として展開する作品である。

## 作品リスト
- The Sparrow (1996年) - 1997年ジェイムズ・ティプトリー・ジュニア賞、1998年アーサー・C・クラーク賞、英国SF協会賞受賞
- Children of God (1998年)
- A Thread of Grace (2005年)
- Dreamers of the Day (2008年)
- Doc (2011年)
- Epitaph: A Novel of the O.K. Corral (2015年)
- The Women of the Copper Country: A Novel (2019年)

## 関連
- ジョルダーノ・ブルーノ - Children of Godに登場する星間船の名の由来

### インタビュー
- Interview of Mary Doria Russell
- Interview of Mary Doria Russell
- Public radio interview of Mary Doria Russell and NPR book reviewer Alan Cheuse discussing historical fiction.